# Сеид-Гусейнов, Алексей Асадович
Алексей Асадович Сеид-Гусейнов (Сухоруких) — доктор медицинских наук, профессор, академик АМТН, основоположник разработки и клинического применения носимых и вживляемых систем электронного дозирования лекарственных веществ и систем длительной катетеризации артериальных сосудов для локальной фармакотерапии в эндокринологии, онкологии, травматологии и хирургии.

## Биография
Родился 28 февраля 1941 года в Коми АССР.
Мать — Сухоруких Анна Фёдоровна, русская. В 1941 году вышла замуж за политзаключённого, репрессированного в 1937 году, выпускника Института красной профессуры, дагестанца (лакца из Кумуха) Сеид-Гусейнова Асада Газиевича, который его усыновил. До 1953 года как сын врага народа проживал с отцом в Коми АССР.
В 1958 году окончил школу в г. Краснодаре.
В 1958—1964 годах обучался на лечебном факультете 2-го московского Государственного медицинского института им. Н.И .Пирогова.
С первого курса работал с основоположником современной трансплантологии В. П. Демиховым. По представлению В. П. Демихова и рекомендации Ученого Совета 2-го МГМИ им. Н. И. Пирогова был направлен для учёбы в аспирантуру «АМН СССР, в Лабораторию по пересадке органов и тканей» к академику В. В. Кованову.
В 1967 году защитил кандидатскую диссертацию по реплантации конечности.
С 1967—1970 годах работал в практической хирургии и в кардиохирургии у профессора И. А. Медведева.
С 1970 года работал в «Отделе трансплантологии и искусственных органов» ВНИИКиЭХ АМН СССР у профессора В. И. Шумакова. Там была начата разработка первых отечественных носимых и имплантируемых дозаторов. Совместно с Б. В. Петровским, В. И. Шумаковым и Э.Н.Ванцян была выполнена первая в СССР пересадка поджелудочной железы больному сахарным диабетом, а затем совместно с Ю.Андреевым, Р. А. Рутберг, В. И. Шумаковым — вторая в мире пересадка селезенки больному гемофилией А. Проводились эксперименты на животных по пересадке донорского и искусственного сердца, по пересадке печени. Тогда же выполнены эксперименты по гетеродиализу (очистке крови собаки от азотистых шлаков с использованием теленка, что потребовало разработки специального диализного аппарата. Клиническая работа в отделе была связана с пересадкой почки. Совместно с В. И. Шумаковым, Э. Могилевским и В.Е. Толпекиным была выполнена первая в мировой практике имплантация больному полного искусственного сердца конструкции фирмы Сухого с полной заменой нежизнеспособного собственного сердца больного.
В 1975—1983 годах руководитель «Клинико-экспериментального отдела искусственной поджелудочной железы и имплантируемых приборов», созданного по указанию Б. В. Петровского при НИИ «Трансплантологии и искусственных органов» для программы СССР-США «Искусственное сердце» (кураторы программы Г. Киссинджер и А. Громыко).
Отдел имел клиническое отделение, группу специалистов для экспериментов на животных, инженерную группу разработчиков, сотрудничавшую с предприятиями ВПК, что позволяло реализовывать любую идею по всей технологической цепочке, от конструкторской разработки до применения в клинике у больных. Осуществлялось сотрудничество с США, ФРГ, ГДР и Канадой в области новых разработок и методов лечения сахарного диабета. Тогда была выполнена первая в мире имплантация больному сахарным диабетом дозатора инсулина. Впервые в СССР для лечения больных сахарным диабетом 1 типа, в том числе больных с осложненными и терминальными формами применялась искусственная поджелудочная железа «Биостатор». Проводилась разработка отечественного аппарата. С использованием «Биостатора» была проведена пересадка почки больному сахарным диабетом с синдромом Киммельштиль-Вильсона, выполнена одновременная пересадки почки и поджелудочной железы, имплантация дозатора инсулина и трансплантация почки. Система «Биостар» была применена одновременно с «искусственной почкой». Больному диабетом с нарушениями ритма выполнена имплантация кардиостимулятора и одновременная имплантация отечественного дозатора инсулина.
В 1979 году защитил докторскую диссертацию «Первый отечественный опыт разработки и клинического применения искусственной эндокринной поджелудочной железы для лечения больных сахарным диабетом».
В 1980 году, на основе предыдущих разработок, проводил недопинговое медицинское сопровождение сборной СССР на Московской Олимпиаде. Награждён «Медалью за трудовое отличие».
В 1983 году отдел был ликвидирован по политическим мотивам. 1983—1984 г. — безработный.
В 1984−1987 году — заведующий Отделом сосудистой хирургии НИИ экспериментальной и клинической ортопедии и травматологии у профессора Г. А. Илизарова в г. Кургане. Применил отечественные электронные дозаторы и системы «Биостатор» в лечении различных осложнений у ортопедо-травматологических больных. Оказывал хирургическую помощь больным при различных артериальных и венозных кровотечениях. С сотрудниками отдела проводил ангиографические и лимфографические исследования с использованием дозирующих систем. В эксперименте на собаках применил разработанную имплантируемую систему для длительной артериальной катетеризации. В 1987 году Ученым Советом Курганского НИИЭКОТ МЗ СССР было присвоено первое в СССР звание профессора по специальности (140041) «Трансплантология и искусственные органы».
В 1987—1992 годах по приказу МЗ СССР руководил «Проблемной клинико-экспериментальной лабораторией электронных дозаторов лекарственных веществ» во ВНИИМТ МЗ СССР с клинической базой в районной больнице города Истра Московской области. Финансирование лаборатории осуществлялось на полном хозрасчете. Там впервые были применены отечественные носимые и стационарные дозаторы и система «Биостатор» для лечения онкологических больных в терминальной стадии, хирургических и травматологических больных и больных с тяжелыми формами сахарного диабета. Клинические разработки обеспечили внедрение в практическое здравоохранение более 80 тысяч отечественных серийных дозаторов, из них 20 тысяч паракорпоральных (индивидуальных носимых) дозаторов НДЛ-3, включая первые в СССР инсулиновые дозаторы (инсулиновые помпы). В 1987 году руководил медико-инженерной группой, обучавшей отечественных и зарубежных специалистов клиническому применению отечественных серийных дозаторов НДЛ-3.
Одновременно являлся руководителем создававшейся в СССР государственной программы «Средства и методы электронного дозирования для лечения сердечно-сосудистых, онкологических заболеваний и сахарного диабета», входившей частью в общую комплексную программу по развитию медицинской техники, созданную по инициативе министра здравоохранения СССР, академика Чазова Е. И..
Однако в новых экономических условиях, складывавшихся в стране в 90-е годы, все работы по этому направлению в очередной раз были остановлены. В поисках финансирования для их продолжения в 1990—2000 годах в Объединенных Арабских Эмиратах была разработана, с применением современных методов трансплантологии, технология культивирования крупного жемчуга и была создана коллекция «Парагоны Фуджейры», представлявшая первый опыт культивирования арабского жемчуга.
В 2002—2009 годах — Заместитель главного врача Медицинского центра Российского медицинского университета им. Н. И. Пирогова. На частные инвестиции проведены НИР по Российской инсулиновой помпе «Демантоид» и НИР-ОКР на универсальный паракорпоральный дозатор «Артифор».
В 2009-2017 годах — заместитель генерального директора ОАО НПО «ЭКРАН» по разработке и клиническому применению искусственных органов, вице-президент Академии медико-технических наук и руководитель отделения «Искусственные органы».
В 2017-2022 годах - научный руководитель компании ООО «Континенталь-Мед» Группы компаний «Научно-испытательный институт Систем обеспечения комплексной безопасности» («НИИ СОКБ»). 
Работа была связана с разработкой и организацией серийного производства первой российской инсулиновой помпы на основе первого универсального российского носимого дозатора лекарственных веществ НДЛ-4, предшественником которого был серийно выпускавшийся в СССР советский носимый дозатор лекарственных веществ НДЛ-3 с функцией инсулиновой помпы, широко применявшийся в клинической практике в СССР при различных заболеваниях, в том числе для лечения сахарного диабета I типа. Одновременно с участием вьетнамских специалистов по российскому и вьетнамскому патентам были разработаны универсальные специализированные инфузионные системы как для первой российской инсулиновой помпы (НДЛ-4), так и для большинства импортных инсулиновых помп.
По итогам работы было получено регистрационное удостоверение на серийный выпуск и клиническое применение российского НДЛ-4 с вьетнамскими инфузионными системами для больных диабетом. Дальнейшие работы по этому направлению в ООО «Континенталь-Мед» были прекращены с увольнением ведущих сотрудников по программе.
С 2022 года - не работающий пенсионер.
Продолжает самостоятельные научные исследования:
- в области систем электронного дозирования лекарственных веществ;
- нового метода мониторирования артериального давления при гипертонии;
- методов динамического контроля при различных видах мышечной нагрузки.
Совместно с вьетнамскими коллегами занимается вопросами экологии вьетнамских моллюсков мело, а также изучением по литературным материалам лечебных антибактериальных и антивирусных свойств озона.
Автор более 30 патентов по искусственным органам и более 200 научных публикаций.

## Патенты
1. https://web.archive.org/web/20160304055255/http://bankpatentov.ru/node/206085
2. http://www.findpatent.ru/patent/99/993954.html
3. http://www.findpatent.ru/patent/158/1585548.html
4. http://bd.patent.su/2357000-2357999/pat/servl/servlet91cb.html
5. http://bankpatentov.ru/node/49613.html (недоступная+ссылка)
6. http://bankpatentov.ru/node/20257.html (недоступная+ссылка)
7. https://web.archive.org/web/20160304051016/http://bankpatentov.ru/node/2682
8. Патент № 72399 «Эндопротез сустава». Авторы: Сеид-Гусейнов А. А., Ярыгин Н. В., Созыкин А. В.. Зарегистрировано 20 апреля 2008 г.
9. Патент № 82124 «Искусственное сердце». Авторы: Сеид-Гусейнов А. А., Чехонин В. П.. Зарегистрировано 20 апреля 2009 г.
10. Патент № 76798 «Стойка для компрессионно-дистракционного аппарата». Авторы: Сеид-Гусейнов А. А., Ярыгин Н. В., Созыкин А. В. зарегистрировано 10 октября 2008 г.
11. http://www.findpatent.ru/patent/99/993933.html
12. http://www.findpatent.ru/patent/240/2407285.html
13. http://bd.patent.su/2374000-2374999/pat/servl/servlet47a1.html
14. Патент № 2287815 «Способы выделения из крови больных сахарным диабетом гельминтов, личинок гельминтов». Авторы: Балугян Р. Ш., Сеид-Гусейнов А. А. Зарегистрировано 20 ноября 2006 г.
15. https://yandex.ru/patents/doc/RU187055U1_20190215
16. https://patents.google.com/patent/RU2707064C1/ru
17. https://patents.google.com/patent/RU185720U1/ru
18. https://yandex.ru/patents/doc/RU188139U1_20190401
19. https://yandex.ru/patents/doc/RU187682U1_20190314
20. https://patenton.ru/patent/RU2652561C1
21. https://patents.google.com/patent/RU2687181C1/ru
22. https://patents.google.com/patent/RU2758124C1/ru

## Научные публикации
1. «Первый опыт клинического применения имплантируемой искусственной поджелудочной железы для лечения сахарного диабета.»  В сб. «Вопросы трансплантологии и искусственных органов», Москва, 1976 г. (А. А. Сеид-Гусейнов совместно с В. И. Шумаковым, В. Г. Спесивцевой, Г. Г. Мамаевой, Ю. В. Чирковым, В. П. Чехониным, Я. А. Соколовым).
2. « Имплантируемая искусственная поджелудочная железа для лечения сахарного диабета.»  В сб. «Вопросы трансплантологии и искусственных органов», Москва, 1976 г.(А. А. Сеид-Гусейнов совместно с В. И. Шумаковым, В. А. Адасько, Ю. В. Чирковым, В. П. Чехониным).
3. «Первый опыт одновременной пересадки почки и искусственной поджелудочной железы».  В материалах 7-й Всесоюзной конференции по пересадке органов и тканей, Ростов-на-Дону, 1976 г. (А. А. Сеид-Гусейнов совместно с В. И. Шумаковым и др).
4. «Одновременная имплантация больному сахарным диабетом, осложненным полной поперечной блокадой сердца, искусственной поджелудочной железы и водителя ритма». В сб. «Вопросы трансплантологии и искусственных органов», Москва, 1977 г. (А. А. Сеид-Гусейнов совместно с В. И. Шумаковым, В. Л. Самойловым, Е. В. Колпаковым, А. Л. Лившицем, А. А. Абросимовым, Ю. Ф. Рогожиным).
5. « Искусственная поджелудочная железа для коррекции углеводного обмена у больных сахарным диабетом.» В сб. 21.Intern.Wiss.Koll. TH Ilmenau 1976/ DDR. (А. А. Сеид-Гусейнов и др).
6. « Имплантируемая искусственная поджелудочная железа для лечения сахарного диабета.»  В сб. «Вопросы трансплантологии и искусственных органов», Москва, 1976 г.(А. А. Сеид-Гусейнов совместно с В. И. Шумаковым, В. А. Адасько, Ю. В. Чирковым, В. П. Чехониным).
7. « Хирургическое лечение диабетической нефропатии».  В материалах советско-французского симпозиума «Клинические и иммунологические аспекты трансплантологии», Москва, 1976 г., стр.54 . (А. А. Сеид-Гусейнов совместно с В. И. Шумаковым, Э. Н. Ванцяном, Э. Р. Левицким и др.).
8. « Хирургическое лечение сахарного диабета.»  В сб. «Тезисы 15-го объединенного Пленума правления Всесоюзного и Молдавского общества хирургов», Кишинёв, 1976 г., (А. А. Сеид-Гусейнов совместно с В. И. Шумаковым, и др.).
9. « Перспективы коррекции глюкозы у больных стероидным диабетом при трансплантации почек.»  В сб. «Иммуносупрессия при аллотрансплантации», Ташкент 1977 г., стр. 26-27. . (А. А. Сеид-Гусейнов совместно с Э. Р. Левицким, В. П. Самойловым, А. Л. Лившицем).
10. « Некоторые особенности подготовки больных с диабетической нефропатией к пересадке почки.»  В материалах 12-й Всесоюзной конференции по пересадке органов и тканей, Ростов-на-Дону, 1976 г. (А. А. Сеид-Гусейнов совместно с Э. Р. Левицким, В. П. Самойловым, А. Л. Лившицем, Л. П. Алексеевой).
11. « Die implantierbare kunstliche Bauchspeicheldruse zur Behandlung der Zuckerkrankheit „ Z. arztl. Fortbild. 73(1979), 490—492. Von W.Shcumakow und A.A.Seid-Gusejnow.
12. “ Имплантируемые и паракорпоральные дозаторы лекарственных растворов на кипящей жидкости.» В журнале «Медицинская техника» № 1, 1981 г., стр.32-34. (А. А. Сеид-Гусейнов совместно с В. А. Адасько, А. А. Абросимовым и др.)
13. "Результаты использования комплекса электронных дозирующих систем в лечении терминальной стадии метастатического рака молочной железы "А.А .Сеид-Гусейнов ,Н. П. Дащенко ,Г. Д. Ремпель,Н. В. Руди,Н. Р. Гор. Труды ВНИИИМТ МЗ СССР .выпуск 12, стр.35-39, Москва 1989 г.
14. «Одновременное и последовательное использование нескольких дозирующих систем в комплексном лечении тяжелых больных хирургического профиля.» А. А. Сеид-Гусейнов Н. П. Дащенко Г. Д. Ремпель,Н. В. Руди,Н. Р. Гор. Труды ВНИИИМТ МЗ СССР, выпуск 12, стр.19-22,Москва,1989 г.
15. «Применение носимых дозаторов лекарственных веществ в комплексном лечении больных с влажными гангренами нижних конечностей при высокой степени операционного риска» там же,Стр.27-31,Москва,1989 г.
16. «Методы внутриартериального и эндолимфатического подключения дозаторов НДЛ-3 для региональной антибиотикотерапии гнойно-воспалительных заболеваний конечностей». А. А. Сеид-Гусейнов совместно с Г. Д. Ремпелем, Н. П. Дащенко и Н.В Руди. Там же.,стр.58-62,Москва,1989 г.
17. «Явление падения уровня глюкозы в крови здоровых людей ниже критически допустимых эначений без патологических проявлений». А.А Сеид-Гусейнов Там же, стр.50-52.Москва,1989 г.
18. Die implantierbare kunstliche Bauchspeicheldruse zur Behandlung der Zuckerkrankheit Z. arztl. Fortbild. 73(1979), 490—492  Von W.Shcumakow und A.A.Seid-Gusejnow
19. «Современные возможности длительной локальной инфузии препаратов с применением паракорпоральных дозаторов и имплантируемых катетерных систем.» (А. А. Сеид-Гусейнов, Т. А. Алексеев,А. В. Яковлев, В. П. Чехонин,Ю. Г. Андреев.)
20. «Первый Российский паракорпоральный дозатор растворов лекарственных веществ „АРТИФОР“ и перспективы его клинического использования».В сб."Материалы юбилейной международной конференции, посвященной 20-летию создания АМТН «,Москва, 17 октября,2013 г.(А. А. Сеид -Гусейнов).
21. ».Биологическая автономная система электропитания".В сб."Материалы юбилейной международной конференции, посвященной 20-летию создания АМТН", Москва, 17 октября 2013 г. (А. А. Сеид-Гусейнов, Т. А. Алексеев,В. П. Чехонин).
22. "Возможности трансплантологии и других медицинских технологий при разработке новых методов культивирования жемчуга на модели Российских пресноводных моллюсков родов « UNIO» и « ANADONTA».  В сб. « Материалы юбилейной международной конференции, посвященной 20-летию создания АМТН».Москва,17 октября 2013 г. (А. А. Сеид-Гусейнов, О. С. Сковоринская, И. В. Музыченко, С. В. Черкашин, С. В. Еманеов, Д. Н. Степанов).
23. «Искусственные органы и трансплантация органов: экономика и перспективы развития отрасли в России». В сб. « Материалы юбилейной международной конференции, посвященной 20-летию создания АМТН». Москва,17 октября 2013 г. (А. А. Сеид-Гусейнов).